# Iglesia de Nuestra Señora del Pilar (Albacete)
La iglesia de Nuestra Señora del Pilar es un templo de culto católico situado en la ciudad española de Albacete.

## Historia
La iglesia de Nuestra Señora del Pilar, diseñada por el arquitecto Luis García de la Rasilla Navarro-Reveter, fue inaugurada en 1959.

## Características
El templo destaca por su aparejo de ladrillo y piedra y combina la tradición clásica universal con la castiza local. La fachada combina los colores marrón y blanco. Son elementos la portada, el rosetón, los ventanales y el imponente campanario. 
En su interior destaca la obra pictórica que cubre el ábside, mural en óleo sobre lienzo, realizado por el pintor Constantino Valero Sánchez.
La parroquia está situada en el castizo barrio de El Pilar de la capital albaceteña. Forma parte del arciprestazgo número uno de la ciudad, perteneciente a la diócesis de Albacete.